# ヴラディミール・ヤノチコ
ヴラディミール・ヤノチコ（Vladimír Janočko, 1976年12月2日 - ）はスロバキア、コシツェ出身の同国代表サッカー選手。ポジションはミッドフィールダー。

## 経歴
生まれ故郷のコシツェをホームタウンとするスロバキア1部リーグの1.FCコシツェの育成部門出身。18歳の頃、同クラブでプロデビューを果たす。
レギュラーの攻撃的MFとしてスロバキア1部リーグで長年活躍、1996-97シーズンからスロバキア1部リーグでの2連覇を飾り、1997-98シーズンにはスロバキアのチームとしては初のUEFAチャンピオンズリーグ本大会出場を決める。
2000年の夏にギリシャ・スーパーリーグに属するシュコダ・クサンティFCへ、1年後にはオーストリア・ブンデスリーガのFKアウストリア・ウィーンに移籍する。クリストフ・ダウム監督の下、攻撃的ミッドフィルダーとして多くの得点やアシストを記録、念願のオーストリア・ブンデスリーガ優勝とオーストリア・カップでの優勝を果たし、オーストリア最優秀選手賞も受賞する。
2006年夏に同リーグの強豪レッドブル・ザルツブルクへ移籍。オーストリア・ブンデスリーガでの優勝などに貢献。またレッドブル・ザルツブルクの本拠地ブルズ・アリーナのオープニングゲームではプレミアリーグに属する名門アーセナルFCを相手に試合唯一の得点を記録する（試合は1-0でレッドブル・ザルツブルクの勝利）。
元々はトップ下でプレーしていたが、レッドブル・ザルツブルクではサイドハーフとしても起用されている。

## 獲得タイトル

### クラブ
1.FCコシツェ
- スロバキア1部リーグ (2) : 1996-97, 1997-98

FKアウストリア・ウィーン
- オーストリア・ブンデスリーガ (2) : 2002-03, 2005-06
- オーストリア・カップ (3) : 2002-03, 2004-05, 2005-06

### 個人
- オーストリア最優秀選手賞 : 2003